# نوئل ماریتز
نوئل ماریتز (انگلیسی: Noelle Maritz؛ زادهٔ ۲۳ دسامبر ۱۹۹۵) بازیکن فوتبال اهل سوئیس است.
از باشگاه‌هایی که در آن بازی کرده‌است می‌توان به باشگاه فوتبال زنان وولفسبورگ، باشگاه فوتبال زوریخ، تیم فوتبال زنان آرسنال، و باشگاه فوتبال وولفسبورگ اشاره کرد.
وی همچنین در تیم‌های ملی فوتبال Switzerland women's national under-17 football team, Switzerland women's national under-19 football team، زنان سوئیس، و زنان سوئیس بازی کرده‌است.